# Эксекий
Эксе́кий (др.-греч.  Ἐξηκίας) — известный древнегреческий гончар и вазописец из Афин, творивший в 550—530 гг. до н. э.

## Биография
Эксекий считается одним из наиболее значительных и талантливейших художников чернофигурного стиля вазописи. В отличие от большинства других вазописцев, он начал свой творческий путь гончаром. Его первыми известными работами стали две амфоры. Эксекий творчески использовал опыт предыдущих поколений вазописцев восточной Греции. Его произведения гончарного искусства оказали большое влияние на следующие поколения мастеров. Сохранившееся до настоящего времени творческое наследие великого мастера состоит из 15 ваз с подписью их создателя-гончара Эксекия: Eksekias egraphse m’kapoiesen. Однако ещё большую популярность Эксекий снискал своими вазописными работами. Три вазы (одна — в Мюнхене, одна — в Ватикане и одна в Таренте), созданные руками мастера, носят также его подпись вазописца: Eksekias m’epoiesen. Авторство остальных работ вазописца Эксекия было установлено исключительно на основании результатов стилистического анализа. Вазописные работы Эксекия относят к третьей четверти VI в. до н. э., возможно, даже в период 545—530 гг. до н. э.

## Творчество
Эксекий дал решающий толчок развитию чернофигурной вазописи — как в расположении росписей, так и в выборе и исполнении орнаментов. Вместе с гончаром Амасисом он создал первые амфоры, с обеих сторон которых изображены повествовательные рисунки. При всей ограниченности стиля чернофигурной вазописи благодаря своему мастерству Эксекию удалось открыть новые возможности художественного выражения на керамических изделиях. Это стало возможным в первую очередь благодаря использованию новых сюжетов, но ещё больше благодаря новому способу изображения, который вдохнул в чёрные фигуры неведомую для этого стиля новизну и оригинальность. Эксекий — первый вазописец, который изобразил не результат действия, а подготовку к нему. Фигуры в его исполнении получили особую глубину, которой в древнегреческом искусстве до этого не достигал ни один поэт. Так на амфоре «Самоубийство Аякса», хранящейся в настоящее время в Болонье, он изобразил героя Троянской войны при подготовке к поступку, а не после него, как обычно это делали прежде. Эксекию удалось отразить чувства и решительность Аякса Великого. Эксекию было также важно отразить достоинство изображённых людей. Если старые вазописцы изображали людей как кукол, а вазописец Амасис сумел сделать их живыми людьми, то Эксекий сделал людей богами и тем самым предвосхитил появление классического искусства. Некоторые искусствоведы почитают Эксекия как первого художника западноевропейской культуры.
На одной из самых известных чаш Эксекия (получившей также название «Чаши с глазами» за изображение магических глаз на оборотной стороне и благодаря этому возможно являвшейся апотропеем) в Государственном античном собрании Мюнхена изображён бог Дионис, который как настоящий кутила возлежит в ладье. На его божественную принадлежность указывает символ Диониса — растущая вдоль мачты виноградная лоза.
Третьим известным произведением Эксекия является «Аякс и Ахилл за настольной игрой между боями». У этой сцены нет литературного подкрепления: либо такой миф до нас не дошёл, либо она полностью является плодом фантазии художника. Эксекий явно испытывал особый интерес к событиям Троянской войны и в частности к её герою Аяксу. Эксекию также принадлежит первенство в изображении перевернувшейся колесницы.
Работы Эксекия технически безупречны и, видимо, ориентируются на лучшие образцы скульптуры того времени. Все произведения Эксекия отличаются высоким качеством и ценностью (Эксекия даже называют перфекционистом), и поэтому очень сложно отследить развитие его художественного стиля. Ремесленник Эксекий получил признание ещё при жизни, иначе сложно было бы объяснить тот факт, что по заказу некоего состоятельного афинянина он создал серию из как минимум 15 погребальных пинак, фрагменты которых находятся сейчас в Античном собрании в Берлине. По своей концепции эти погребальные таблички Эксекия имеют сходство с современными ему живописными шедеврами, выполненными на дереве. Мастер краснофигурной вазописи Андокид предположительно был учеником Эксекия и писал в новом стиле в технике своего учителя.